# Локарє
Локарє (словен. Lokarje) — поселення в общині Шентюр, Савинський регіон, Словенія. 
Висота над рівнем моря: 272,8 м.